# Chapsa lassae
Chapsa lassae är en lavart som beskrevs av Mangold. Chapsa lassae ingår i släktet Chapsa och familjen Graphidaceae.   Inga underarter finns listade i Catalogue of Life.